# Sericominolia
Sericominolia là một chi ốc biển, là động vật thân mềm chân bụng sống ở biển trong họ Trochidae, họ ốc đụn.

## Các loài
Các loài trong chi Sericominolia gồm có:
- Sericominolia vernicosa (Gould, 1861)

Loài được đưa vào dạng khác
- Sericominolia stearnsii (Pilsbry, 1895): loài tương tự Ethminolia stearnsii (Pilsbry, 1895)